# Nicolai Melchiorsen
Nicolai Melchiorsen (født 9. marts 1984) er en dansk professionel fodboldspiller, der spiller for 2. divisionsklubben HIK.

## Karriere
7. august 2010 underskrev han en 1-årig kontrakt med Viborg FF, efter han siden 2006 havde spillet for Lyngby BK.Han blev kort inde i sæsonen anfører for Viborg. Efter sæsonafslutningen tog klubben ikke initiativ til en forlængelse af aftalen, og Melchiorsen forlod klubben ved kontraktudløb den 30. juni 2011. Herefter skiftede han på en fri transfer til sin tidligere klub AB. Den 30. juni 2012 forlod han klubben, og trænede efterfølgende med hos Brønshøj Boldklub.
Melchiorsen skrev den 25. juli 2012 kontrakt med 2. divisionsklubben HIK.